# Corlay
 Corlay  (en bretón Korle, en galó Corlaè) es una población y comuna francesa, situada en la región de Bretaña, departamento de Côtes-d'Armor, en el distrito de Saint-Brieuc y cantón de Corlay.

## Demografía
| 1150 | 1088 | 1133 | 1071 | 1044 | 978 |
| Para los censos de 1962 a 1999 la población legal corresponde a la población sin duplicidades (Fuente: INSEE [Consultar]) |      |      |      |      |     |